# Hans Victor von Unruh
Pour les autres membres de cette famille, voir Famille von Unruh et pour les homonymes, voir Unruh.
Hans Victor von Unruh (né le 28 mars 1806 à Tilsit et mort le 4 février 1886 à Dessau) est un fonctionnaire et homme politique prussien. Il a notamment été président de l'assemblée nationale prussienne.

## Famille

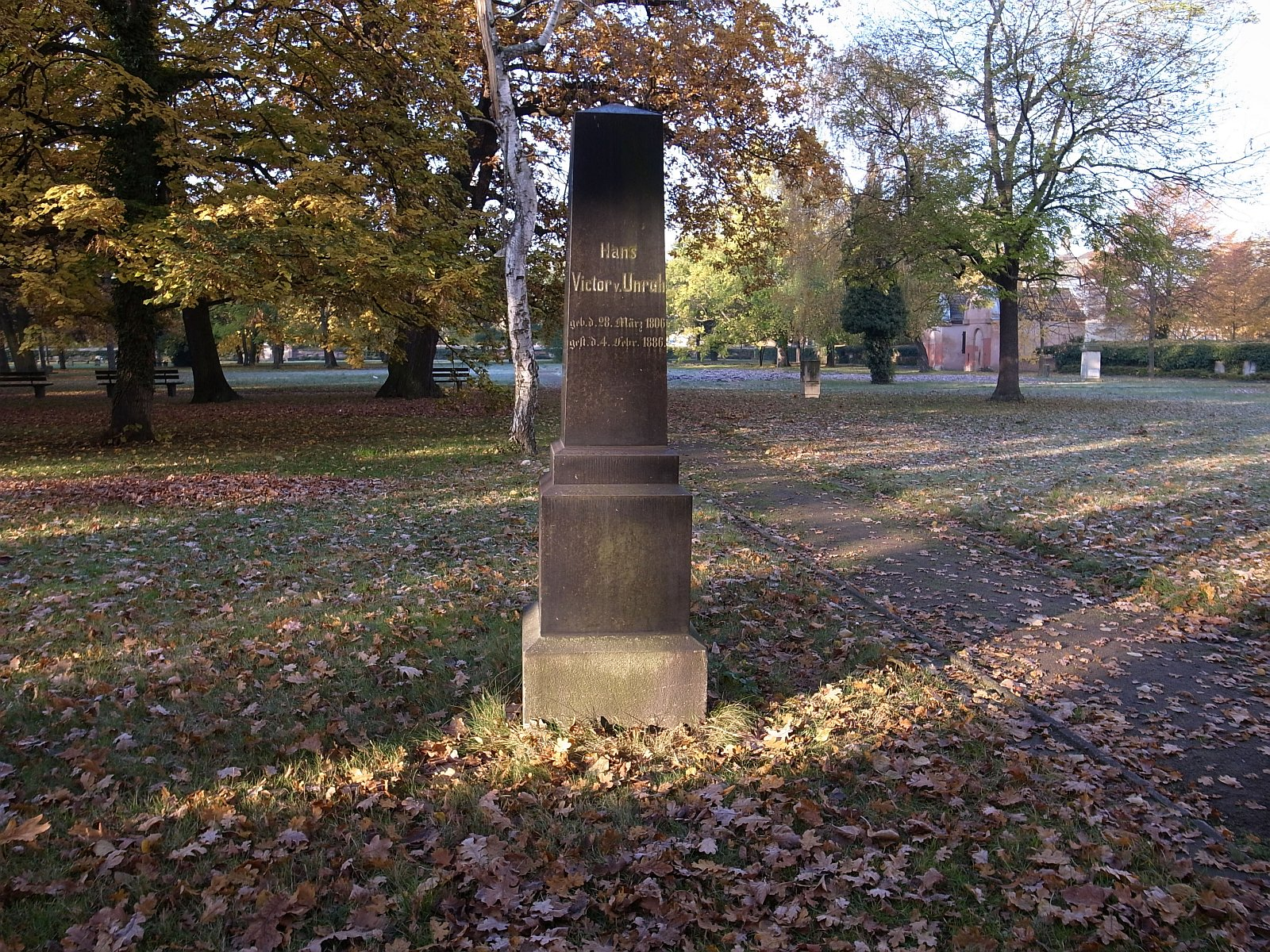
Tombe au

La famille von Unruh est originaire de Franconie. Son plus ancien membre connu est Ernestus Unrowe en 1212. Hans Victor est le fils du général-major prussien Friedrich Christoph Wilhelm von Unruh (de) (1766–1835) et de son épouse Karoline baronne von Buttlar (1776–1858).
Hans Victor von Unruh se marie une première fois le 14 septembre 1828 à Breslau à la femme divorcée Ernestine von Risselmann, née von Knobloch (le 26 décembre 1802 et morte le 4 octobre 1869. Ce mariage se termine lui-même en divorce. Il se remarie en automne 1834 à Francfort-sur-l'Oder à Marie Clement (née le 20 juin 1816 à Francfort-sur-l'Oder et morte le 8 octobre 1849 à Magdebourg), qui est la fille du juriste Gottfried Wilhelm Clement et de Wilhelmine Kinder.

## Biographie

### Études puis carrière professionnelle
Il fréquente l'école de la cathédrale de Königsberg. Son père lui déconseille de suivre la tradition familiale et d'entrer dans l'armée. Après avoir suivi une formation de géomètre, il commence sa carrière à la commission chargée de délimiter les domaines et les propriétés. Il étudie par la suite à l'Académie d'architecture de Berlin. Il passe ses examens en 1828 devant Karl Friedrich Schinkel.
Il devient ensuite inspecteur dans le génie hydraulique à Breslau. En 1839, il est nommé au conseil gouvernemental responsable des constructions à Gumbinnen. Sa demande de mutation à Potsdam est acceptée en 1843. L'année suivante, il demande à quitter de manière provisoire le service public afin de diriger la construction du chemin de fer reliant Magdebourg à Potsdam. Après l'achèvement de ces travaux, il devient membre du directoire de la ligne de chemin de fer Magdebourg-Wittenberg. Il déménage donc à Magdebourg.
Avec August von Borsig, il voyage en Europe.

### Révolution de mars
Durant la révolution de mars 1848, il est élu à l'assemblée nationale prussienne dans la circonscription de Magdebourg. Ce fait est surprenant, von Unruh n'étant ni membre du conseil municipal, ni membre de la communauté religieuse des amis de la Lumière. Il défend la monarchie constitutionnelle d'inspiration anglaise. Il est le candidat des libéraux modérés. Dans sa circonscription, il est en ballotage contre le libéral de gauche Friedrich Wilhelm Pax (de). À Berlin, von Unruh siège tout d'abord dans le centre-gauche, puis dans le centre-droit.
Il est nommé le 17 octobre 1848 vice-président de l'assemblée, puis président le 28 octobre. Il conserve ses fonctions jusqu'à la dissolution du parlement le 5 décembre. Il tente d'empêcher l'éclatement de nouveaux combats révolutionnaires contre la contre-révolution qui se fait toujours plus pressante. Il s'oppose également à la désobéissance civile défendue par l'aile gauche du parlement comme moyen de lutte.
En janvier 1849, il est élu à la chambre des représentants de Prusse par la circonscription de Magdebourg. Après la dissolution de ce parlement par le roi, il s'oppose à la mise en place du système électoral des trois classes. Après la fin de la révolution, il subit des représailles du roi Frédéric-Guillaume IV. Ainsi, alors que le conseil municipal de Magdebourg l'élit à plusieurs reprises maire, le roi bloque systématiquement sa nomination.

### Après la révolution
En 1855, il déménage en Anhalt, afin de ne plus être sur le territoire prussien. Il fonde à Dessau l'entreprise Deutsche Continental Gasgesellschaft (de) spécialisée dans l'éclairage public. Elle construit ainsi des usines à gaz dans plusieurs villes dont Mönchengladbach, Magdebourg et Lemberg. À Magdebourg, il est également impliqué dans la construction du barrage sur la Wolfswerder (de).
Il est un des fondateurs du Deutscher Nationalverein en 1859. En 1861, il co-fonde le parti progressiste, qu'il préside jusqu'en 1863. Cette année-là, il est élu à la chambre des représentants de Prusse par la circonscription de Magdebourg. Il y soutient la politique du ministre-président Otto von Bismarck. Cela cause des dissensions au sein du parti. À sa scission en 1867, von Unruh fonde avec Rudolf von Bennigsen le parti national-libéral. Hans Victor von Unruh occupe un siège au Reichstag de 1867 à 1879, toujours en tant que représentant de Magdebourg. Il y est notamment vice-président et introduit le système de vote dit Hammelsprung. Il démissionne le 10 septembre 1879.

## Famille
Unruh épouse le 14 septembre 1828 à Breslau Ernestine von Risselmann, née von Knobloch (1802-1869), qui est divorcée. De ce mariage, dont il divorce plus tard, naît une fille, Anna Gottliebe Karoline (1829-1830).
En secondes noces, il épouse à l'automne 1834 à Francfort-sur-l'Oder Marie Clement (1816-1849), fille du conseiller judiciaire prussien Gottfried Wilhelm Clement et de son épouse Wilhelmine, née Kinder. Le couple a plusieurs enfants :
- Hans Eugen Wilhelm (1835-1836)
- Hans Oskar (1837-1904), ingénieur et conseiller municipal à Grünberg-en-Silésie
- Hedwig Marie Ottilie (1840-1900) mariée le 20 juin 1860 avec Richard von Thümen (1836-1897), major général prussien
- Conrad Max (1842-1921), conseiller d'État privé marié le 3 juin 1868 avec Marie Fridrike Jeannette Steffeck (née en 1850)
- Marie Ottilie (1847-1913) mariée avec Timon von Rauchhaupt (de) (1827-1888), major général prussien

## Distinctions
Hans Victor von Unruh est fait citoyen d'honneur de Magdebourg en 1876 puis de Dessau en 1880. Les deux villes ont nommé une rue à son nom.

## Œuvre
- (de) Skizzen aus Preußens neuester Geschichte, 1849
- (de) Erfahrungen aus den letzten drei Jahren. Ein Beitrag zur Kritik der politischen Mittelparteien, 1851
- (de) Heinrich von Poschinger (dir.), Erinnerungen aus dem Leben, 1895